# Diva (revista)
Diva es una revista mensual del Reino Unido dirigida a las lesbianas y bisexuales. Se empezó a publicar en 1994 por el Millivres Prowler Group Ltd., que también publica Gay Times (su homóloga para gays). Su directora es Jane Czyselska.
Las secciones de la revista son diversas y cuenta con varias columnistas, entre ellas la reciente incorporación de Rachel Shelley (Helena Peabody en The L Word). Cuenta también con una sección de opinión para las lectoras, así como viajes, moda, belleza, agenda y cotilleos. Cada mes hay nuevas entrevistas y reportajes de artistas. En noviembre de 2008 la revista se publicó bajo el nombre The Souvenir Issue para celebrar su número 150 publicado, incluyó las portadas de todas las ediciones publicadas desde abril de 1994. Inspirada en el movimiento Everyday Sexism Project, Jane Czyzselska, la anterior editora, lanzó una campaña similar en 2013 llamada Everyday Lesbophobia para documentar las agresiones.